# Festuca chiriquensis
Festuca chiriquensis är en gräsart som beskrevs av Jason Richard Swallen. Festuca chiriquensis ingår i släktet svinglar, och familjen gräs. Inga underarter finns listade i Catalogue of Life.